# Principe de Phragmén–Lindelöf
En mathématiques, et plus précisément en analyse complexe, le principe de Phragmén–Lindelöf formulé par Lars Edvard Phragmén (1863–1937) et Ernst Leonard Lindelöf (1870–1946) en 1908, est une technique pour contrôler le module d'une fonction analytique {\displaystyle f} (i.e, {\displaystyle |f(z)|<M\ \ (z\in \Omega )}) sur un ouvert non-borné {\displaystyle \Omega } lorsqu'une contrainte sur la taille de {\displaystyle |f|} sur {\displaystyle \Omega } est donnée. C'est une généralisation du principe du maximum, qui n'est applicable que sur les ouverts bornés.

## Contexte
En théorie des fonctions à la valeur complexe, il est connu que le module d'une fonction holomorphe (différentiable complexe) à l'intérieur d'un ouvert borné est limité par son module sur la frontière de la région. Plus précisément, si une fonction {\displaystyle f:\mathbb {C} \to \mathbb {C} } est holomorphe sur une région {\displaystyle \Omega } et continue sur son adhérence {\displaystyle {\overline {\Omega }}=\Omega \cup \partial \Omega }, alors {\textstyle |f(z_{0})|<\sup _{z\in \partial \Omega }|f(z)|} pour tout {\displaystyle z_{0}\in \Omega }. C'est le principe du maximum. (En fait, puisque {\displaystyle {\overline {\Omega }}} est compact et {\displaystyle |f|} est continue, on dispose de {\displaystyle w_{0}\in \partial \Omega } tel que {\textstyle |f(w_{0})|=\sup _{z\in \Omega }|f(z)|}.)  Le principe du maximum est souvent utilisé pour montrer qu'une fonction holomorphe est bornée sur une région de {\displaystyle \mathbb {C} } après avoir montré qu'elle l'était sur la frontière de cette partie.
Cependant, le principe du maximum ne peut pas être appliqué à une région non bornée du plan complexe. Examinons par exemple le comportement de la fonction holomorphe {\displaystyle f(z)=\exp(\exp(z))} dans la bande non bornée
{\displaystyle S={\Big \{}z:\Im (z)\in {\big (}-{\frac {\pi }{2}},{\frac {\pi }{2}}{\big )}{\Big \}}}.
Bien que {\displaystyle |f(x\pm \pi i/2)|=1}, i.e. {\displaystyle |f|} est bornée sur la frontière {\displaystyle \partial S}, {\displaystyle |f|} croit rapidement lorsque {\displaystyle |z|\to \infty } sur l'axe des réels positifs. Si la croissance de {\displaystyle |f|} n'est pas « trop » importante, condition précisée plus loin, le principe de Phragmén–Lindelöf peut être appliqué pour montrer que {\displaystyle f} bornée sur la frontière d'une région implique {\displaystyle f} bornée sur la région entière.

## Aperçu de la technique
Soit {\displaystyle f} une fonction holomorphe et une région non bornée {\displaystyle S} du plan complexe, et nous voulons montrer que {\displaystyle |f|\leq M} sur {\displaystyle S}. Selon un argument typique de Phragmén-Lidenlöf, nous introduisons un certain facteur multiplicatif {\displaystyle h_{\epsilon }} satisfaisant {\textstyle \lim _{\epsilon \to 0}h_{\epsilon }=1} pour « maîtriser » la croissance de {\displaystyle f}. Plus précisément, {\displaystyle h_{\epsilon }} est choisi tel que (i) : {\displaystyle fh_{\epsilon }} est holomorphe pour tout {\displaystyle \epsilon >0} et {\displaystyle |fh_{\epsilon }|\leq M} à la frontière {\displaystyle \partial S_{\mathrm {b} }} d'une sous-région délimitée appropriée {\displaystyle S_{\mathrm {b} }\subset S} ; et (ii) : le comportement asymptotique de {\displaystyle fh_{\epsilon }} nous permet d'établir que {\displaystyle |fh_{\epsilon }|\leq M} pour {\displaystyle z\in S\setminus {\overline {S_{\mathrm {b} }}}} (c'est-à-dire la partie illimitée de {\displaystyle S} en dehors de l'adhérence de la sous-région délimitée). Cela nous permet d'appliquer le principe du maximum pour conclure d'abord que {\displaystyle |fh_{\epsilon }|\leq M} sur {\displaystyle {\overline {S_{\mathrm {b} }}}} puis étendre la conclusion à tous {\displaystyle z\in S}. Enfin, nous faisons {\displaystyle \epsilon \to 0} pour que {\displaystyle fh_{\epsilon }\to f} simplement sur {\displaystyle S} pour conclure que {\displaystyle |f|\leq M} sur {\displaystyle S}.
Dans la littérature, il existe de nombreux exemples du principe de Phragmén-Lidenlöf appliqué à des régions non bornées de types différents, et une version de ce principe peut également être appliquée de manière similaire aux fonctions sous-harmoniques et superharmoniques.

## Exemple d'application
Au vu de l'exemple ci-dessus, nous pourrions imposer une condition de croissance sur une fonction holomorphe {\displaystyle f} qui l'empêche d'"exploser" et permet d'appliquer le principe de Phragmén-Lindelöf. À cette fin, nous ajoutons 
{\displaystyle |f(z)|<\exp {\big (}A\exp(c\cdot |\Re (z)|){\big )}}
avec {\displaystyle c<1} un réel et {\displaystyle A<\infty }, pour tout {\displaystyle z\in S}. On peut montrer que {\displaystyle |f(z)|\leq 1} pour tout {\displaystyle z\in \partial S} implique que {\displaystyle |f(z)|\leq 1} tient en fait pour tout {\displaystyle z\in S}. Nous avons donc la :
Proposition. Soit
{\displaystyle S={\Big \{}z:\Im (z)\in {\big (}-{\frac {\pi }{2}},{\frac {\pi }{2}}{\big )}{\Big \}},\quad {\overline {S}}={\Big \{}z:\Im (z)\in {\big [}-{\frac {\pi }{2}},{\frac {\pi }{2}}{\big ]}{\Big \}}}.
Soit {\displaystyle f} holomorphique sur {\displaystyle S} et continue sur {\displaystyle {\overline {S}}}, supposons qu'il existe des constantes réelles  {\displaystyle c<1,\ A<\infty } telles que
{\displaystyle |f(z)|<\exp {\big (}A\exp(c\cdot |\Re (z)|){\big )}}
pour tout {\displaystyle z\in S} et {\displaystyle |f(z)|\leq 1} pour tout {\displaystyle z\in {\overline {S}}\setminus S=\partial S}. Alors {\displaystyle |f(z)|\leq 1} pour tout {\displaystyle z\in S}.
Remarquons que cette proposition ne tient plus pour {\displaystyle c=1}, comme le montre l'exemple préliminaire. Passons à l'ébauche de la preuve :
Démonstration : Soit {\displaystyle b\in ]c,1[} et définissons une fonction auxiliaire pour chaque {\displaystyle \epsilon >0}, par{\textstyle h_{\epsilon }(z)=e^{-\epsilon (e^{bz}+e^{-bz})}}. On définit de plus pour chaque {\displaystyle a>0} : {\displaystyle S_{a}} le rectangle ouvert de sommets {\displaystyle \{a\pm i\pi /2,-a\pm i\pi /2\}}. Soit maintenant {\displaystyle \epsilon >0} et considérons la fonction {\displaystyle fh_{\epsilon }}. On peut montrer que {\displaystyle |f(z)h_{\epsilon }(z)|\to 0} lorsque {\displaystyle |\Re (z)|\to \infty }. On dispose par conséquent de {\displaystyle x_{0}} tel que {\displaystyle |f(z)h_{\epsilon }(z)|\leq 1} dès que {\displaystyle z\in {\overline {S}}} et {\displaystyle |\Re (z)|\geq x_{0}}. Or {\displaystyle S_{x_{0}}} est bornée, et {\displaystyle |f(z)h_{\epsilon }(z)|\leq 1} pour tout {\displaystyle z\in \partial S_{x_{0}}}, le principe du maximum implique que {\displaystyle |f(z)h_{\epsilon }(z)|\leq 1} pour tout{\displaystyle z\in {\overline {S_{x_{0}}}}}. Or {\displaystyle |f(z)h_{\epsilon }(z)|\leq 1} pour {\displaystyle z\in S} avec {\displaystyle |\Re (z)|>x_{0}}, {\displaystyle |f(z)h_{\epsilon }(z)|\leq 1} tient donc pour tout {\displaystyle z\in S}. Finalement, on conclut avec {\displaystyle fh_{\epsilon }\to f} lorsque {\displaystyle \epsilon \to 0}, que {\displaystyle |f(z)|\leq 1}pour tout {\displaystyle z\in S}. ∎

## Principe de Phragmén–Lindelöf pour un secteur angulaire
Le principe de Phragmén-Lindelöf se révèle particulièrement utile sur les secteurs angulaires du plan complexe. Ce résultat peut être utilisée pour donner une preuve d'analyse complexe du principe d'incertitude de Hardy, qui stipule qu'une fonction et sa transformée de Fourier ne peuvent pas toutes les deux décroître plus rapidement qu'exponentiellement.
Proposition.  Soit {\displaystyle F} une fonction holomorphe sur un secteur
{\displaystyle S=\left\{z\,{\big |}\,\alpha <\arg z<\beta \right\}}
d'angle central {\displaystyle \beta -\alpha =\pi /\lambda }, et continue sur sa frontière. Si
{\displaystyle |F(z)|\leq 1}
pour {\displaystyle z\in \partial S}, et
{\displaystyle |F(z)|\leq e^{C|z|^{\rho }}}
pour {\displaystyle z\in S}, où {\displaystyle \rho \in [0,\lambda )} et {\displaystyle C>0}, alors {\displaystyle |F(z)|\leq 1} pour tout {\displaystyle z\in S}.

### Remarques
- La seconde condition peut être affaiblie en

{\displaystyle \liminf _{r\to \infty }\sup _{\alpha <\theta <\beta }{\frac {\log |F(re^{i\theta })|}{r^{\rho }}}=0\quad {\text{pour un certain}}\quad 0\leq \rho <\lambda ~}
avec le même résultat.

## Cas particuliers
En pratique le point 0 est souvent transformé en ∞ sur la sphère de Riemann. Cela fournit un principe pour les bandes, délimitées par exemple par deux droites de parties réelles constante. On donne parfois le nom de théorème de Lindelöf à ce cas particulier.
Le théorème de Carlson est une application de ce principe aux fonctions bornées sur l'axe imaginaire.